# Степаньково (Невельский район)
Степаньково — деревня в Невельском районе Псковской области России. Входит в состав Артёмовской волости. 

## География
Расположена в 16 км к юго-востоку от города Невель на восточном побережье Мелкого озера (северный плес озера Завережье). Восточнее примыкает деревня Артёмово.

## Население
| 2001 | 2002 | 2010 |
| ---- | ---- | ---- |
| 63   | →63  | ↘51  |

Численность населения деревни по оценке на начало 2001 года составляла 63 человека.